# Rolv Wesenlund
Rolv Helge Wesenlund (ur. 17 września 1936 w Horten, zm. 18 sierpnia 2013 w Oslo) – norweski aktor filmowy i telewizyjny. Znany z wielu ról komediowych, m.in. jako Marve Fleksnes i Bør Børson jr., oraz ze współpracy z Haraldem Heide-Steenem jr. (duet Wesensteen).
Występował na deskach m.in. Chat Noir, Oslo Nye Teater i Teatru Norweskiego w Oslo.
Nagrał też wiele płyt.
W 1996 został kawalerem I klasy Orderu Świętego Olafa. W 2002 otrzymał honorową nagrodę Amanda.

## Wybrana filmografia
seriale TV
- 1969: Og takk for det
- 1972, 1974, 1976, 1982, 1988: Fleksnes fataliteter jako Marve Fleksnes
- 1993: Mot i brøstet jako Purser
- 1996: Handel & vandel jako Kåre Nervang
- 1998: Wesensteen (razem z Haralden Heide-Steenem jr.)

film
- 1966: Hurra for Andersens jako Hermansen
- 1967: Liv
- 1970: Douglas jako Douglas
- 1974: Bør Børson Jr. jako Bør Børson Jr.
- 1976: Bør Børson II jako Bør Børson jr.
- 1981: Den grønne heisen jako Fredrik Borkmann
- 1985: Deilig er fjorden jako Terje Svahberg
- 1992: Ute av drift jako Reider Willien